# 반항하는 인간

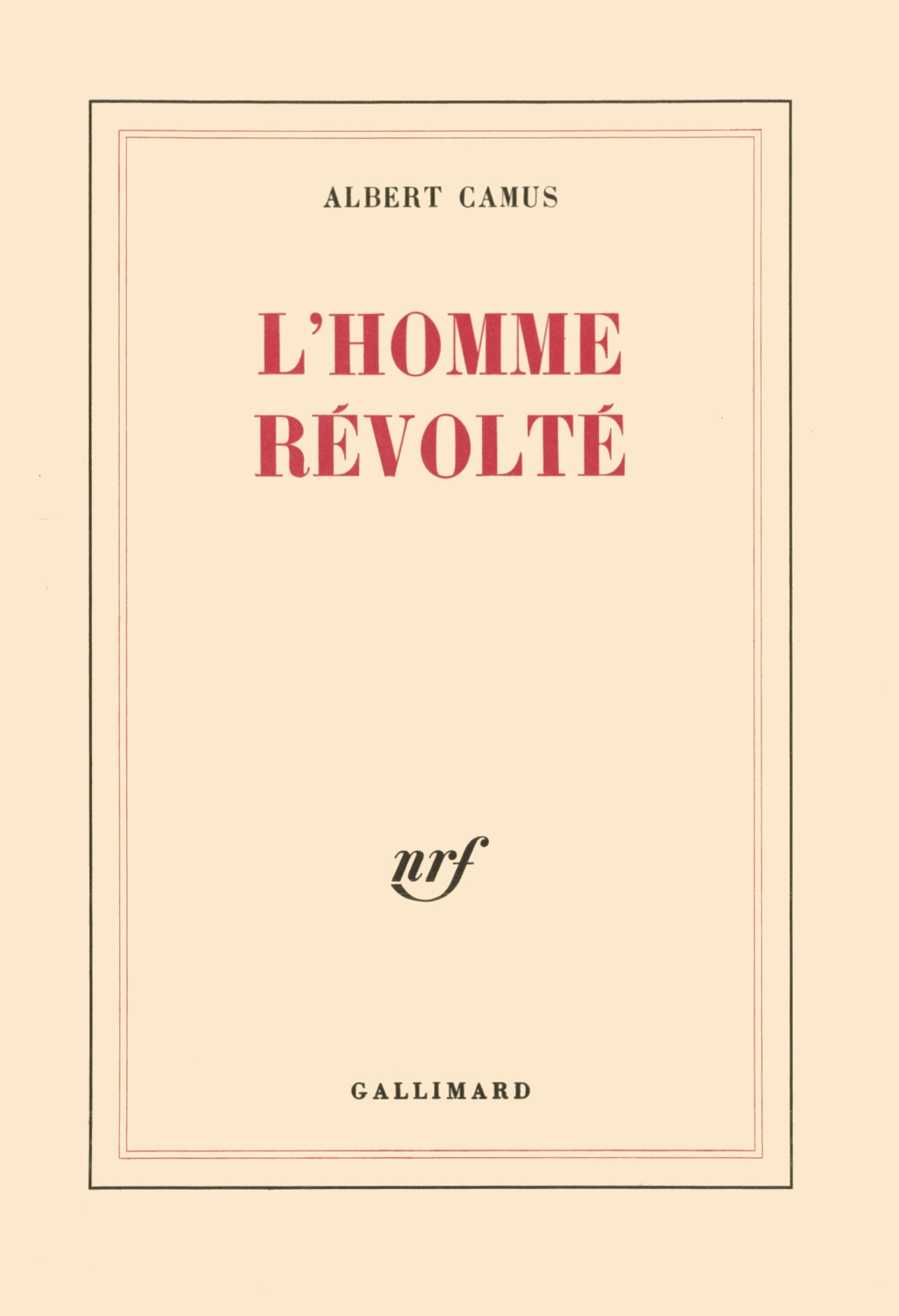

《반항하는 인간》(L'Homme Révolté)은 알베르 카뮈가 1951년에 출판한 책이다. 이 책은 카뮈의 이론적 저작으로서 전작인 《시지프 신화》로부터의 발전을 보여주고 동시에 유럽 사상의 변천을 개관하여 현대 세계의 인간의 존재 방식을 논한 문명 비평이기도 하다.
전작에서 인간의 조건의 부조리성, 곧 행동을 인도하는 형이상학적 근거로서의 가치기준의 부재를 인정한 카뮈는, 부조리 가운데서 절망을 견디는 생을 긍정하고 자살과 살인을 동시에 배척하는 생의 연대에서 모랄을 구했으나, 이 책에서는 우선 데카르트의 방법적 회의처럼 일체를 백지로 돌리는 부조리의 경험을 통해서 이에 대한 반항을 최초의 명증으로 세운다. 반항이야말로 최초의 가치원천으로서 주인에게 반항하는 노예는 인간의 권리를 요구하고 주인으로서의 주인을 부정하지만, 이 부정에는 원래 긍정해야 할 것이 따르고 있다. 그러나 만일 반대자가 긍정과 부정의 긴장에 지쳐서 인간의 조건 자체를 전적으로 창조하려고 하면, 그것은 형이상학적 반항이 되고 여기에서 니힐리즘이 시작된다. 이것은 근대의 여러 사상과 함께 지배적으로 나타나고, 역사에 있어서는 전체성(全體性)을 요구하는 혁명내에서 논리적 귀결을 발견한다. 카뮈에 의하면 마르크스주의도 모든 공포정치와 마찬가지로 예언적 교의(豫言的敎義)로서 살인을 정당화하게 되었는데 그 유래는 한계를 넘은 전적 부정, 곧 니힐리즘에 있었다. 창조적인 반항이란 한계를 자각하는 것, 중용의 옹호에 지나지 않으며, 이러한 자각이 카뮈가 말하는 '정오(正午)의 사상'인 것이다.

## 같이 보기
- 아나키즘

## 참고 문헌
- 이 문서에는 다음커뮤니케이션(현 카카오)에서 GFDL 또는 CC-SA 라이선스로 배포한 글로벌 세계대백과사전의 내용을 기초로 작성된 글이 포함되어 있습니다.